# Synaptogenèse
La synaptogenèse est la formation des synapses. Bien qu'elle se produise tout au long de la durée de vie d'une personne saine, une explosion de la formation des synapses se produit au cours du développement précoce du cerveau. On prend pour exemple la mise en place de la jonction neuromusculaire.

## Étapes
Tout d'abord, il doit y avoir une reconnaissance par les terminaisons axonales des cellules cibles avec lesquelles la jonction doit se faire. Grâce à un gradient moléculaire et de facteurs attractifs sécrétés notamment par des cellules gliales proches, les axones sont guidés dans leurs mouvements afin de trouver leur cellule cible.
Dans un second temps, il faut établir un contact pré-synaptique, où le filopode contacte la cellule cible. Dès lors, l'élongation dudit filipode va cesser et les autres filipodes en compétition vont se rétracter. En post-synaptique, un protéoglycane, l'agrine, permettant la différenciation de la jonction neuromusculaire mais aussi la croissance axonale du neurone, va être synthétisée puis sécrétée par le cône de croissance neuronal, ce qui permettra la fixation axone-cellule cible. Par la suite, il y aura synthèse et regroupement de divers composés de la matrice extracellulaire, reformation du cytosquelette et formation des récepteurs cholinergiques spécifiques de la jonction neuromusculaire.
Enfin, la fente synaptique s'individualisera du fait d'un plissement de la membrane post-synaptique ; les récepteurs cholinergiques se trouveront au sommet des plis.
En tout dernier lieu, un remodelage des connexions synaptiques s'établira par élimination de synapses redondantes et élimination des afférences aberrantes. Dans le même temps, une restriction (par contrôle) de la multi-innervation se fera.